# Camling jezik
Camling jezik (chamling, chamlinge rai, rodong; ISO 639-3: rab), sinotibetski jezik iz Nepala, kojim govori 12 100 ljudi (2006) u distriktu Khotang, te u Sikkimu, Darjeelingu i Butanu.
Pripada istočnokirantskoj podskupini kirantskih jezika. Mnogi pripadnici etničke grupe Camling ga ne razumiju, a neki govore mješavinom camlinga i nepalskog [nep]. Postoje brojne etničke podgrupe lingvistički homogene. Naziv rodong znači kiranti, a ne samling

## Vanjske poveznice
- Ethnologue (14th)
- Ethnologue (15th)